# سنیگاما
سنیگاما (به لاتین: Seenigama) یک منطقهٔ مسکونی در سری‌لانکا است که در گالی (شهر) واقع شده‌است.